# Thuridilla hopei
Thuridilla hopei (Verany, 1853) è un mollusco marino privo di conchiglia appartenente alla famiglia Plakobranchidae.

## Descrizione
Presenta parapodi che raggiungono il capo. Si tratta di un mollusco di piccole dimensioni (circa 2 cm) dal corpo sottile. I rinofori sono relativamente lunghi. Il lato superiore del corpo mostra un colore violetto scuro con fasce marginali luminose gialle, azzurre e bianche presenti sull'orlo esterno dei parapodi. I rinofori hanno fasce di colore giallo oro, orlate di azzurro.

## Biologia

### Comportamento
Durante il movimento strisciante sul coralligeno i parapodi mostrano visibilmente dei bruschi ondeggiamenti.

### Alimentazione
Presenta i denti della radula con i margini laterali seghettati e un apparato boccale provvisto di ventriglio.

## Distribuzione e habitat
Thuridilla hopei è distribuita in tutto il mar Mediterraneo oltre che nel Nord Atlantico (Portogallo). È diffusa e molto comune nelle comunità fitali vicine alle coste, in particolare di Cystoseira.